# فرانچسکو ماسیل
 فرانچسکو ماسیل (انگلیسی: Francisco Maciel؛ زاده ۷ ژانویهٔ ۱۹۶۴) یک تنیس‌باز اهل مکزیک است.